# Giorgi Cmindaszwili
Giorgi Ts'mindashvili (ur. 17 maja 1976) – gruziński judoka.

## Życiorys
Uczestniczył w Letnich Igrzyskach Olimpijskich w 1996 reprezentując Gruzję.